# Маквејтаун (Пенсилванија)
Маквејтаун (енгл. McVeytown) град је у америчкој савезној држави Пенсилванија.

## Демографија
По попису из 2010. године број становника је 342, што је 63 (-15,6%) становника мање него 2000. године.
| Група             | 2000.       | 2010.       |
| Белци             | 402 (99,3%) | 333 (97,4%) |
| Афроамериканци    | 1 (0,2%)    | 1 (0,3%)    |
| Азијати           | 0 (0,0%)    | 0 (0,0%)    |
| Хиспаноамериканци | 1 (0,2%)    | 6 (1,8%)    |
| Укупно            | 405         | 342         |